# Добровольский, Анатолий Владимирович
Анато́лий Влади́мирович Доброво́льский (укр. Анатолій Володимирович Добровольський; 6 [19] мая 1910—19 апреля 1988 года.) — украинский советский архитектор. Действительный член АСА УССР и АА СССР, АХ СССР (1979).. Заслуженный строитель Украинской ССР (1960).

## Биография
Родился 6 (19) мая 1910 года в селе Буки (ныне — Малинский район, Житомирская область, Украина).

В 1934 году окончил архитектурный факультет КИСИ. Является учеником И. Ю. Каракиса и был одним из его любимых учеников.
С 1950 по 1955 годы — главный архитектор Киева. C 1965 года — профессор КГХИ.
Член ВКП(б) с 1950 года.
А. В. Добровольский скончался 19 апреля 1988 года. Похоронен в Киеве на Байковом кладбище.

## Проекты
- гостиница «Украина» (в соавторстве с А. М. Милецким и пр.)
- станции метро «Крещатик» и «Завод „Большевик“»
- Пригородный железнодорожный вокзал, наземный вестибюль станции метро «Вокзальная» в Киеве
- аэропорт «Борисполь» (в соавторстве)[4].
- Крещатик, 23-27 (ансамбль зданий) — высокий центральный дом (кинотеатр «Дружба»), здания слева и справа от него.
- Московский мост
- ресторан «Витряк»
- Алматинская, 91, 95, 97 / Киквидзе 1а (проекты 1-302.Х)

## Награды и премии
- Сталинская премия второй степени (1950) — за разработку технологии, организацию массового производства и внедрение в строительство пустотелой строительной и архитектурной керамики (руководитель архитектурной мастерской)
- Сталинская премия третьей степени (1951) — за архитектуру жилого дома 69—71 по Владимирской улице в Киеве
- орден Трудового Красного Знамени (1958)
- медали.
- заслуженный строитель УССР (1960)

## Критика
Архитектор Б. Ерофалов писал об А. Добровольском: 

Первая (блестящая!) реализация — проект жилого дома на углу ул. Рейтарской и Золотоворотской, выполненный под руковод- ством Иосифа Каракиса в специальном отделе «Военстроя» No 101. Эта исключительно музыкальная работа в жанре ар-деко, непревзойдённым мастером которого был Иосиф Юльевич. Уже не конструктивизм, но ещё не прямое цитирование элементов из «исторического наследия»